# Gal·liè
Gal·liè (llatí: Gallienus, 218-268) fou emperador romà del 260 al 268. Va arribar al tron pel nomenament del seu pare. En aquesta època es va veure que l'Imperi Romà era massa gran per poder controlar les múltiples invasions d'altres pobles; com a conseqüència el governador Pòstum va independitzar part dels territoris (Gàl·lia, Hispània i Britànnia) sota el nom d'Imperi de les Gàl·lies. Malgrat les circumstàncies adverses va governar durant quinze anys, cosa que no passava des dels temps de Septimi Sever (193-211). En una època de crisi en la seguretat de l'Estat no va estar ben vist que l'emperador dediqués temps a la poesia i el van catalogar d'efeminat. Molts van voler usurpar el tron (els «trenta tirans») i un d'aquests, Aureol, va posar fi a la seva vida.

## Orígens
Publi Licini Valerià Ignaci Gal·liè va néixer al voltant de l'any 218, fill de Valerià, que llavors era un membre de la classe senatorial pertanyent a la gens Licínia, i d'Egnàcia Mariniana. Tenia un germà anomenat Publi Licini Valerià. Segons la informació procedent de les monedes, estava relacionat amb la ciutat de Falerii a Etrúria, que podria ser el seu lloc de naixement o bé el de la seva família materna.

## Ascens
A la mort d'Emilià, Valerià I, pare de Gal·liè, fou proclamat emperador (253). Immediatament va demanar al senat que reconegués Gal·liè com a coemperador amb el títol d'august mentre que el seu nebot Corneli Valerià i el seu altre fill Valerià el Jove rebien el títol de cèsar.

### La secessió de la Gàl·lia
El pare el va enviar a la Gàl·lia on, sota la custòdia de l'experimentat governador Pòstum, havia de vigilar les incursions dels francs i alamans a la regió de l'alt Danubi i el Rin. Les monedes l'esmenten com Germanicus i porten les inscripcions Victoria Germanica, Victoria Augustorum, Restitutor Galliarum que indiquen una sèrie de victòries, però la realitat sembla que fou ben diferent i que el que hi va haver foren derrotes i desbandades. L'any 260, l'emperador Valerià I fou capturat pels perses en la batalla d'Edessa i llavors Gal·liè va marxar a Roma per assumir els màxims poders. A la província gal·la va enviar el seu fill, el jove Saloní, el qual va morir en un atac dels invasors. Després de la derrota davant dels alamans, les tropes van instar el governador a declarar-se independent i aquest, que era un ciutadà romà d'origen gal, es va proclamar Pòstum I, amb tots els honors d'un emperador romà tot i que no tenia intenció de conquerir Roma sinó crear l'Imperi de les Gàl·lies.

### Els múltiples atacs
L'imperi havia esdevingut massa gran per poder fer front als diversos pobles estrangers que desitjaven les seves terres. Després del 260 quan Valerià I fou fet presoner pels perses, els francs van assolar la Gàl·lia i Hispània i fins i tot van arribar a l'Àfrica on també van atacar els nòmades amazics; els alamans van devastar les províncies de l'alt Danubi; els hèruls es van establir a la zona entre el Tànais i la llacuna Meòtida i van atacar fins a Bizanci, Tomor i Marcianòpolis, saquejant Lemnos i Esciros i arribant fins a Esparta, Corint i Argos. Els gots van saquejar províncies d'Àsia de la costa sud de l'Euxí i van ocupar Bizanci, Efes, Salònica i Atenes; els sàrmates van atacar Pannònia que vers el 260 fou ocupada pels quades fins al 373; els baronis van atacar Pitium i es van apoderar d'aquesta ciutat i de Trebisonda; els dacis van ocupar Dàcia i Mèsia. La plaga de Ciprià va atacar també a l'est i va afectar els soldats; al període de màxim desenvolupament de l'epidèmia uns 5.000 romans morien cada dia només a la capital; Alexandria va perdre dos terços dels seus habitants. També es van produir revoltes internes i diversos generals es van proclamar emperadors (coneguts com els "trenta Tirans").
Gal·liè refiava que el general Macrià reuniria el que quedava de les tropes romanes després de la derrota davant els perses en la qual el seu pare havia estat fet captiu, mentre que el prefecte Balista realitzava una contraofensiva en la qual va captura l'harem de Sapor I i moltes riqueses. Però Macrià es va proclamar emperador amb el suport de Balista, i es va girar contra les tropes romanes establertes a Il·líria.Odenat de Palmira i Aureol van acabar amb la sublevació. La Història Augusta narra que quan Odenat va morir (el 267), víctima d'una conspiració del seu cosí, la seva esposa Zenòbia el va succeir en el govern a Síria. Mentrestant, Gal·liè va reprendre la guerra contra Pèrsia i va enviar amb aquest objectiu al general Aureli Heraclià, el qual, però, sembla que fou derrotat per les forces de Zenòbia que s'havia aliat als enemics dels romans.

### La reforma de l'exèrcit
Gal·liè va posar en marxa diverses reformes a l'exèrcit per fer front als perills més urgents retirant els senadors del comandament de les legions, que va confiar als cavallers, generalment eren homes experimentats. La forma tradicional de combatre no s'adaptava bé a la forma de lluitar dels gots i, en conseqüència també va canviar la forma de combatre, donant un lloc preeminent a la cavalleria aconseguint un exèrcit més movible i ràpid de desplaçar. La pesta de Cebrià estava causant molts morts a tot Europa i Gal·liè es va veure obligat a reclutar mercenaris bàrbars com a vexillatio, un cos a banda de la tropa habitual, i al seu cap va situar un magister equitum. L'increment en la despesa militar i les guerres civils causades per una la successió inestable, van provocar un augment dels impostos en detriment de la indústria. També va crear un cos amb tropes d'elit per protegir l'emperador, que amb els anys van rebre el sobrenom de «faedors d'emperadors». Va fer despoblar els Agri Decumates perquè fessin de frontera natural entre els rius Rin i Danubi, que romandrien terra de ningú fins al voltant de l'any 300, quedant només les fortificacions frontereres (limes).

### Amant de la filosofia
Era un bon poeta i retòric, de fet s'estimava tot allò que procedia de la cultura clàssica grega. La seva divinitat preferida era Demeter i es va iniciar en els misteris d'Eleusis. Era adepte a la filosofia neoplatònica. El filòsof Plotí va ser amic i conseller seu. Contràriament al seu pare, va tolerar els cristians; en una carta enviada al bisbe d'Egipte va ordenar que els restituïssin les esglésies i els béns confiscats.

### Política econòmica
Juli Cèsar va establir un sistema monetari basat en l'or i la plata. Progressivament la quantitat de plata de les monedes es va anar rebaixant del 100% fins al 4% durant el regnat de Gal·liè. Un fet que va resultar xocant és que en les monedes el seu nom apareixia escrit en forma femenina, cosa que li va fer guanyar la reputació d'efeminat entre els soldats.

## Mort i successió
El 267 va anar a Grècia a combatre contra els gots i els hèruls que devastaven Mèsia i després va tornar a Itàlia quan va saber que s'havia revoltat Aureol al qui va derrotar a la regió de Milà. Quan assetjava aquesta ciutat fou mort pels seus propis soldats el 22 de març del 268 quan tenia 50 anys i en portava quinze de govern, set d'ells nominalment sol. Claudi II el Gòtic, que tenia la lleialtat de l'exèrcit, va assolir el poder en disputa amb altres pretendents.
Els cronistes el van descriure com un home cruel, amant de la poesia i no gaire competent per al govern. Gal·liè va actuar més o menys normalment mentre va estar a l'ombra del seu pare però tan bon punt com es va trobar sol al poder va deixar anar els seus instints més obscurs. Era un bon poeta i retòric però mal governant tot i que va tenir alguns gestos de valentia i prudència, com la victòria sobre els gots a Tràcia i la seva campanya contra Pòstum (de fet aquesta més aviat va ser obra dels seus generals Claudi i Aureol). Era però traïdor i cruel com es va posar en relleu en la matança dels soldats revoltats a Bizanci el 263, que s'havien rendit amb la condició d'una amnistia, o l'ordre de mutilar, matar i esquarterar a tots els partidaris joves o vells d'Ingenu.
Al turó Esquilí, va deixar per a la posteritat un palau anomenat Palatium Licinium, un complex d'estructures de lleure, envoltades de jardins.

## Matrimoni i descendència
Amb la seva muller Cornèlia Salonina va tenir com a mínim tres fills:
- Corneli Valerià, mort el 258.
- Saloní, coemperador, mort el 260 a mans del seu tutor Pòstum emperador de les Gàl·lies.
- Ignaci Marinià (cònsol el 268). Quint Juli Gal·liè apareix a alguna moneda i també s'esmenta una filla de nom Júlia.
- Les actes dels màrtirs li donen una altra filla de nom Gal·la.

Claudi II va respectar les vides dels familiars de Gal·liè i el va declarar déu.